# 온달
온달(溫達, ?~590년)은 고구려의 무신으로, 제25대 태왕(太王) 평원왕(平原王)의 부마(駙馬)이다. 평강공주(平崗公主)와는 온달설화(溫達說話)로 널리 알려져 있다.

## 생애
살림이 구차하여 구걸로 모친을 봉양했고 남루한 옷차림으로 거리를 다녀서 '바보 온달'로 불리었다.
뒤에 평원왕(平原王)의 반대를 무릅쓰고 온달을 찾아온 평강공주(平岡公主)와 혼인하고 학문과 무예를 익히고 해마다 음력 3월 3일(삼짇날)에 열리는 사냥 대회에 참가하여 좋은 성적을 올렸다. 북주(北周, 557년 ~ 581년)의 무제(武帝)가 고구려에 침입하자 온달이 앞장서서 나아가 크게 이겼으므로 제1의 전공자가 되고 대형(大兄) 작위를 받았다.
영양왕(嬰陽王) 즉위년(590년) 신라에게 빼앗긴 한강 이북의 땅을 수복하고자 출전하였으나 아단성(阿且城)에서 신라 군사들이 쏜 화살이 온달을 맞춰 아단성에서 전사하였다.

## 전설
'온달설화'는 평민의 신분으로 공주를 아내로 맞이하여 부마에 오르고 무장으로 이름을 떨친 온달장군의 인물설화이며 역사상 실존인물을 다루었기 때문에 역사설화라고도 할 수 있다. 영웅전설의 일반적인 구조처럼 온달의 죽음으로써 이야기의 결말을 맺는다. 바보온달로 구전되는 인물전설은 강화도일대와 중부지방에서 주로 전승되며, 갈등구조상 동일 유형으로 파악되는 쫓겨난 딸과 숯구이총각에 얽힌 민담은 전국적인 분포를 이루고 있다.

## 가계
- - 부인 : 평강공주(平崗公主)
- 장인 : 평원왕(平原王)
  - 처남 : 영양왕(嬰陽王)

## 온달이 등장한 작품
- 《달이 뜨는 강》 (KBS2 2021년, 배우 : 나인우, 서동현)
- 천하무적 KBS, 2009~2009 배우:손흥민

- -     -       -         - ㅐ평강공주
- 아차산
- 평원왕
- 영양왕
- 온달관광지
- 단양 온달산성 - 사적 제264호

### 내용주
1. ↑  신증동국여지승람 (新增東國輿地勝覽)에는 평양 출신으로 기록되어 있다

1. ↑  삼국사기에는 양강왕으로 되어 있는데, 이는 24대 왕인 양원왕이어서 시간 상 맞지 않는다. 그런데 《삼국사절요》 권7의 590(경술)년조에는 "이 때에 이르러 태자 원(元)이 왕위를 이어 받으니….”라고 되어 있다. 태자 원(元)은 영양왕을 가리킨다. 그래서 영양왕이 맞는 것으로 보고 있다.

## 참고 문헌
- 『삼국사기』 권45, 「열전」5, 온달
- 조선상고사 제 9편, 고구려의 신라에 대한 침략과 바보 온달의 전사
- 평강, 고구려의 어머니, 2018년, 홍남권, 온하루출판사